# Synagogue de Imling
La synagogue de Imling est une synagogue située dans la commune française de Imling dans le département de la Moselle dans le Grand Est.
Elle a été construite en 1846. La synagogue profane est située dans la rue de l'Église.
La synagogue a été vendue par la communauté juive dissoute à la communauté d'Imling en 1922 et a été utilisée comme centre de jeunesse après sa rénovation dans les années 1950. 